# Maldiverna i olympiska sommarspelen 1992
Maldiverna deltog i de olympiska sommarspelen 1992 med en trupp bestående av sju deltagare, men ingen av landets deltagare erövrade någon medalj.

## Friidrott
Herrarnas 100 meter
- Ibrahim Shareef
  - Heat — 11,36 (→ gick inte vidare, 73:e plats)

Herrarnas maraton
- Hussain Hallem — 3:04,16 (→ 86:e plats)